# José Piendibene
José Piendibene (5. juni 1890 – 12. november 1969) var en uruguayansk fodboldspiller, der med Uruguays landshold vandt guld ved tre sydamerikanske mesterskaber, i henholdsvis 1916, 1917 og 1920. Det var samtidig de tre første gange uruguayanerne vandt turneringen. Han spillede i alt 40 landskampe og scorede 20 mål.
Piendibene spillede på klubplan for Club Atlético Peñarol i hjemlandet. Her var han med til at vinde seks uruguayanske mesterskaber.
Efter at have indstillet sin aktive karriere var Piendibene i to omgange også træner for Peñarol.

## Titler
Primera División Uruguaya
- 1911, 1918, 1921, 1924, 1926 og 1928 med Peñarol

Sydamerika-Mesterskabet (Copa América)
- 1916, 1917 og 1920 med Uruguay